# إيموتسكي
إيموتسكي، مدينة صغيرة تقع جنوب كرواتيا. بلغ عدد سكان المدينة 4,347 نسمة عام 2001. تتميز المدينة بمناخ معتدل مشمس.

## توأمة
لإيموتسكي اتفاقيات توأمة مع:
- بيلوفار

## أعلام
- زفونيمير بوبان
- سيلفيا تالايا
- إيفان غوديلي
- إيفان رادهدريتش

## وصلات خارجية
- الموقع الرسمي